# Milan II da Sérvia

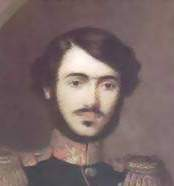
Milan Obrenović II da Sérvia

Milan Obrenović II (sérvio: Милан Обреновић) (Kragujevac, 21 de outubro de 1819 — Belgrado, 8 de julho de 1839). Ele foi o príncipe-regente da Sérvia por menos de duas semanas em 1839.
O príncipe Milan era o filho mais velho e herdeiro de Milosh I da Sérvia. Doente desde a infância, sua saúde fora frágil durante toda a sua vida. Milan era um estudante da "Grande Escola" (que mais tarde se tornaria a Universidade de Belgrado) até seu fechamento, sendo-lhe designados tutores particulares posteriormente; seu currículo era extenso, incluindo francês e alemão. Em 1830, quando a Sérvia obteve sua autonomia, o príncipe Milan tornou-se o herdeiro aparente de seu pai.
O pai de Milan, o príncipe regente Milosh, abdicou em 25 de junho de 1839 a seu favor. Contudo, o príncipe havia sido acometido por uma grave crise de tuberculose que o deixara inconsciente antes mesmo da abdicação do pai, e haja vista que Milan reinou por apenas 26 dias, foram poucos os documentos expedidos sob seu nome. Após sua morte, seu irmão, príncipe Miguel (Кнез Михаило), sucedeu-o ao trono. Ainda em 1839 seria formada a primeira regência sérvia.
O príncipe Milan foi enterrado na igreja de Palilula Belgrado, e mais tarde seu túmulo foi trasladado para a igreja de São Marcos, também em Belgrado.
Devido a sua doença, e ao curto período de reinado, é possível que Milan nunca tomou conhecimento de ter-se tornado regente.